# Rex Allen
 Rex Elvie Allen ou simplesmente Rex Allen (Willcox, 31 de dezembro de 1920,  – Tucson, 17 de dezembro de 1999) foi um cantor, compositor, ator de faroeste B estadunidense e locutor de rodeios. Era chamado de "The Arizona Cowboy". Seu filho, Rex Allen Jr., também fez sucesso como cantor de música country na década de 1970.

## Biografia
Rex Allen aprendeu a tocar violão ainda na infância. Após se formar em 1939, trabalhou em rodeios por um ano e depois se empregou como cantor de música country em uma emissora de rádio na cidade de Phoenix, Arizona. Entre 1945 e 1950, apareceu no famoso programa radiofônico National Barn Dance, da Rádio WLS de Chicago, Illinois. Em 1948, assinou com a Mercury Records, gravadora de inúmeros de seus sucessos de música country. Em 1952, foi para a Decca, continuando a lançar discos bem-sucedidos até os anos 1970.
Quando cowboys cantores como Roy Rogers e Gene Autry começavam a mostrar cansaço, a Republic Pictures resolveu fazer um teste com Rex em 1949. Aprovado, ele fez seu primeiro filme, O Cowboy do Arizona (The Arizona Cowboy, 1950), que lhe valeu o apelido que o acompanhou por toda sua vida. Com o fim dos faroestes B, transferiu-se para a televisão, onde, entre 1958 e 1959, fez trinta e nove episódios de meia hora da apreciada série The Frontier Doctor. Nela, ele interpretava o médico Bill Baxter, que enfrentava índios hostis, bandidos sanguinários e outras situações difíceis, sempre desarmado.
Em seguida, Allen tornou-se locutor de rodeios e shows, além de iniciar uma prolífica carreira de narrador de filmes, principalmente para os estúdios Walt Disney. Foi também um dos locutores de comerciais mais bem pagos dos Estados Unidos.
Em 17 de dezembro de 1999, em Tucson, Arizona, Rex Allen sofreu um infarto enquanto caminhava; sem perceber o que acontecia, seu assistente acabou por atropelá-lo, o que causou sua morte.

## Carreira no cinema

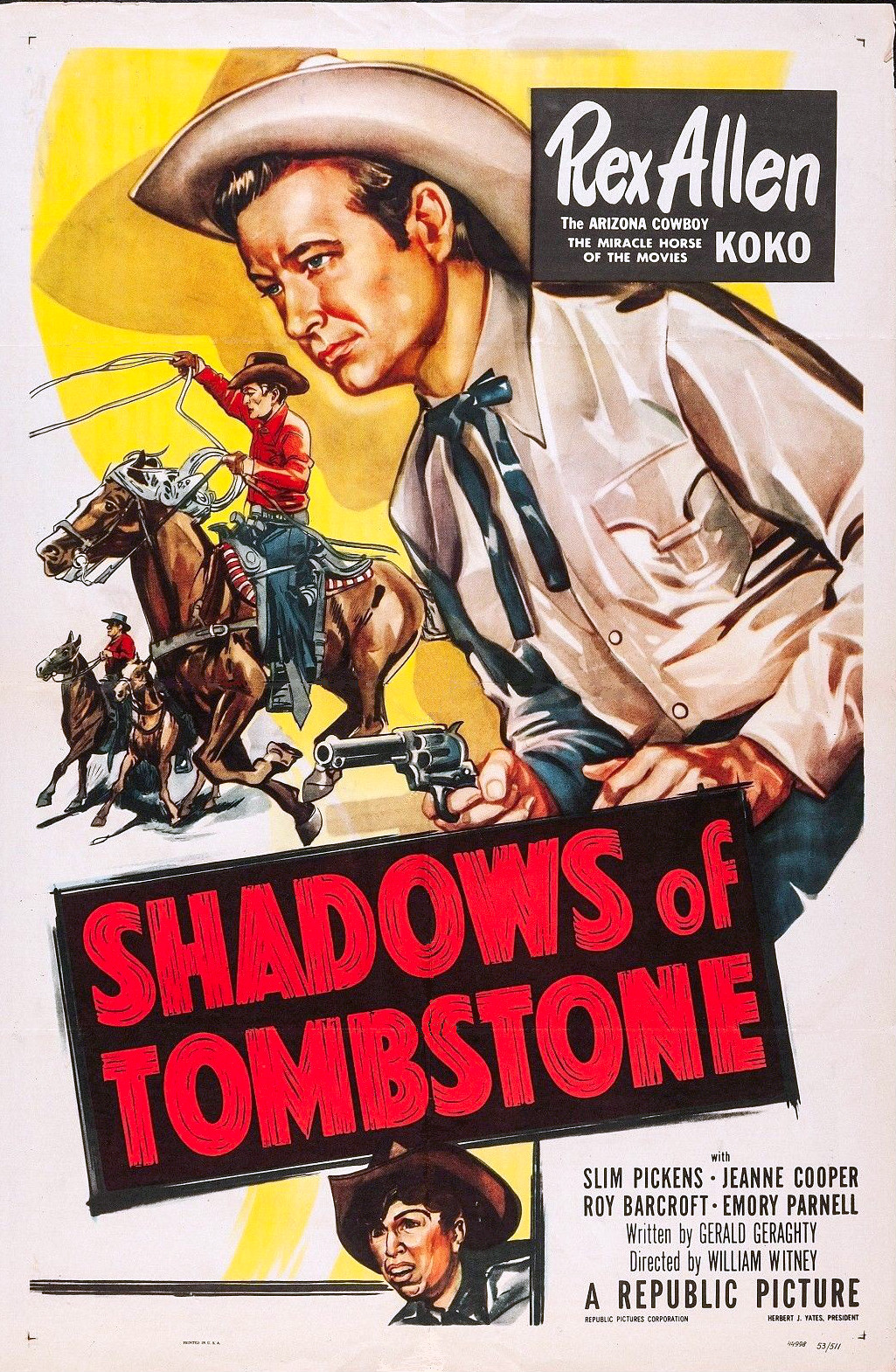
Cartaz de filme de 1953, Shadows of Tombstone

- Rex Allen é considerado o último dos cowboys cantores, pois começou no cinema na fase final dos faroestes B, quando o aumento nos custos de produção inviabilizaram sua continuidade. Assim, estrelou apenas dezenove filmes, o último dos quais, O Fantasma dos Prados (The Phantom Stallion, 1954) foi um dos derradeiros faroestes B feitos.
- O nome de seu cavalo era Koko, conhecido como "o cavalo milagroso do cinema". Koko morreu aos vinte e oito anos de idade, em 1968, e está enterrado no rancho de Rex, na Califórnia.
- Allen teve os seguintes "sidekicks" (ajudantes, companheiros, parceiros ou bobocas, no Brasil): Fuzzy Knight (um filme), Buddy Ebsen (cinco) e Slim Pickens (onze). Pickens construiu uma brilhante carreira no cinema, como ator (coadjuvante/secundário). Ele protagoniza uma das mais belas sequências de Pat Garrett e Billy the Kid (Pat Garrett & Billy the Kid, 1973), de Sam Peckinpah, quando o xerife que ele interpreta vai morrendo lentamente dentro de um rio, ao som de "Knockin' on Heaven's Door" cantada por Bob Dylan.
- Allen teve várias mocinhas, a mais constante das quais foi Mary Ellen Kay, que fez seis filmes.
- R. G. Springsteen que, curiosamente, também participa de Pat Garrett e Billy the Kid no papel de assistente do xerife interpretado por Slim Pickens, dirigiu os dois primeiros filmes da série de Allen; os outros diretores foram: Philip Ford e George Blair (três fitas cada), William Witney (nove) e Harry Keller (as duas últimas).
- Todos os onze primeiros filmes têm a duração de sessenta e sete minutos; depois, refletindo a economia nos custos, os três seguintes duram uma hora e os cinco últimos, cinquenta e quatro minutos.

## Quadrinhos
- Assim como vários outros heróis do faroeste B, Rex Allen também foi editado em quadrinhos. Sua primeira aparição nesse veículo foi na revista Four Colors número 316, da Dell Publishing, em 1951. Ela corresponde ao primeiro número da Rex Allen Comics, que teve mais trinta edições. Mais tarde, na Four Colors 877, foram publicadas histórias do Dr. Bill Baxter, da série de TV The Frontier Doctor. Allen apareceu ainda nas edições "giant" do Western Roundup, um almanaque que a Dell lançava periodicamente com histórias de vários cowboys.
- Os principais desenhistas de Rex Allen foram: Alex Toth, Russ Manning, Jesse Marsh, Richard T. Moore e Bill Zeigler. Al McKinson escreveu a maioria dos roteiros.
- No Brasil, a EBAL publicou suas histórias na revista Reis do Faroeste. Essa revista foi lançada em julho de 1953 e cada uma de suas cem edições era dedicada alternadamente aos cowboys Rex Allen, Buck Jones, Wild Bill Elliott e Johnny Mack Brown. A edição 85 da Cinemin, de outubro de 1958, também da EBAL, foi dedicada exclusivamente a Allen no papel do Dr. Bill Baxter. Na Rio Gráfica Editora, Rex foi capa das revistas Gibi Mensal 136, de julho de 1952 e Shazam 46 de outubro de 1952.[1][2]

## Filmografia
- Os títulos em português referem-se a exibições no Brasil.

### Ator (coadjuvante/secundário) ou convidado
- Cowboys em Desfile (Trail of Robin Hood, 1950); faroeste musical com vários cowboys: Roy Rogers, Allan "Rocky" Lane, Monte Hale, Tom Tyler, Jack Holt etc.
- Minha Vida Te Pertence (I Dream of Jeanie, 1952); biografia musical do compositor estadunidense Stephen Foster
- Meu Reino Encantado (For the Love of Mike, 1960); faroeste doméstico estrelado por Richard Basehart
- Tomboy and the Champ, 1961; drama doméstico

### Narrador
- The Legend of Lobo, 1962; aventura doméstica dos estúdios Disney
- A Incrível Jornada (The Incredible Journey, 1963); idem
- Run, Appaloosa, Run, 1966; idem
- Charlie, the Lonesome Cougar, 1967, idem
- O Pequeno e o Ratinho (The Mouse Returns, 1971)
- A Menina e o Porquinho (Charlotte's Web, 1973); animação dos estúdios Disney
- Vanishing Wilderness, 1974; documentário
- The Secret of Navajo Cave, 1976; faroeste doméstico

### Astro de faroestes B
- O Cowboy do Arizona (The Arizona Cowboy, 1950)
- O Caminho da Montanha (Hills of Oklahoma, 1950)
- Emboscada na Floresta (Redwood Forest Trail, 1950)
- A Conquista do Ouro (Under Mexicali Stars, 1950)
- O Veio Misterioso (Silver City Bonanza, 1951)
- Ardil de Jogador (Thunder in God's Country, 1951)
- O Rei do Rodeio (Rodeo King and the Señorita, 1951)
- Bandeirantes do Oeste (Utah Wagon Train, 1951)
- Cavaleiro do Colorado (Colorado Sundown, 1952)
- O Último Mosqueteiro (The Last Musketeer, 1952)
- Raposa da Fronteira (Border Saddlemates, 1952)
- Golpe Traiçoeiro (Old Oklahoma Plains, 1952)
- Emboscada Sangrenta (South Pacific Trail, 1952)
- Flecha Ligeira (Old Overland Trail, 1953)
- Caminho do Terror (Iron Mountain Trail, 1953)
- O Salto da Morte (Down Laredo Way, 1953)
- O Vale do Medo (Shadows of Tombstone, 1953)
- Ligeiro no Gatilho (Red River Shore, 1953)
- O Fantasma dos Prados (The Phantom Stallion, 1954)